# Jan Maliszewski
Jan Maliszewski (ur. 27 stycznia 1895 w Nowym Dworze Mazowieckim, zm. 29 stycznia 1986 we Wrocławiu) – pułkownik dyplomowany Wojska Polskiego.

## Życiorys
Jan Maliszewski w 1914 w Ursynowie ukończył prywatne seminarium i w Warszawie rozpoczął pracę jako nauczyciel. Służył w armii rosyjskiej od września 1915. Po ukończeniu Kijowskiej Szkoły Junkrów mianowany został chorążym i przydzielony 13 kwietnia 1916 do 93 zapasowego pułku piechoty, z którym 30 lipca 1916 poszedł na front. Włączony do 18 Wołogodzkiego pułku piechoty, gdzie służył w kompanii strzeleckiej, oddziale zwiadowców pieszych i w kompanii ckm. 
Przeniesiony na własną prośbę po rewolucji lutowej do Dywizji Strzelców Polskich, w której od 27 marca 1917 w 1 pułku strzelców polskich dowodził kompanią. Włączony z dywizją do I Korpusu Polskiego na Wschodzie, a po jego demobilizacji z końcem maja 1918 powrócił do Warszawy, gdzie na Wolnej Wszechnicy Polskiej rozpoczął studia przyrodnicze. 
2 grudnia 1918 został przyjęty do Wojska Polskiego z byłego I Korpusu Polskiego i byłej armii rosyjskiej, z zatwierdzeniem posiadanego stopnia porucznika ze starszeństwem z dniem 19 marca 1917 i przydzielony do Piotrkowskiego Okręgowego Pułku Piechoty, późniejszego 26 pułku piechoty, na stanowisko dowódcy kompanii strzeleckiej. Od 1 maja do 7 czerwca 1919 był słuchaczem II Kursu adiutantów, a następnie I Kursu Wojennej Szkoły Sztabu Generalnego w Warszawie. Szef oddziału w sztabie Grupy Operacyjnej gen. Lucjana Żeligowskiego od grudnia 1919, a później w sztabie 7 Armii. 
Od listopada 1920 był I oficerem sztabu 17 Dywizji Piechoty. 21 grudnia 1920 został zatwierdzony z dniem 1 kwietnia 1920 roku w stopniu porucznika, w piechocie, „w grupie oficerów byłych Korpusów Wschodnich i byłej armii rosyjskiej”. 3 maja 1922 został zweryfikowany w stopniu kapitana ze starszeństwem z dniem 1 czerwca 1919 i 1422. lokatą w korpusie oficerów piechoty. Jego oddziałem macierzystym był wówczas 26 pułk piechoty. 1 marca 1923 został przeniesiony do dowództwa 15 Dywizji Piechoty w Bydgoszczy na stanowisko pełniącego obowiązki szefa sztabu, pozostając oficerem nadetatowym 69 pułku piechoty w Gnieźnie. Z dniem 2 listopada 1923 przydzielony został do macierzystego pułku z jednoczesnym odkomenderowaniem na jednoroczny kurs doszkolenia w Wyższej Szkole Wojennej w Warszawie. Z dniem 15 października 1924, po ukończeniu kursu i otrzymaniu dyplomu naukowego oficera Sztabu Generalnego, został przydzielony do Oddziału IV Sztabu Generalnego. 1 grudnia 1924 został awansowany na stopień majora ze starszeństwem z dniem 15 sierpnia 1924 i 250. lokatą w korpusie oficerów piechoty. 18 czerwca 1925 otrzymał przeniesienie do dowództwa 15 DP na stanowisko szefa sztabu. W październiku 1925 tego samego roku został przeniesiony do 62 pułku piechoty w Bydgoszczy na stanowisko dowódcy I batalionu. 
Z dniem 24 października 1926 roku został przydzielony do Generalnego Inspektora Sił Zbrojnych na stanowisko II oficera sztabu generała do prac przy Generalnym Inspektorze Sił Zbrojnych, generała brygady Stefana Dąb-Biernackiego. 29 stycznia 1929 roku przeniesiony został do Oddziału II Sztabu Głównego. Objął w nim stanowisko kierownika samodzielnego referatu operacyjnego. 14 grudnia 1931 roku został awansowany na podpułkownika ze starszeństwem z dniem 1 stycznia 1932 roku i 18. lokatą w korpusie oficerów piechoty. W okresie od 28 czerwca 1933 do stycznia 1936 roku odbył w 13 pułku piechoty staż liniowy jako zastępca dowódcy pułku. W lutym 1936 został wyznaczony na stanowisko I oficera sztabu generała do prac przy GISZ z siedzibą w Toruniu, generała brygady Władysława Bortnowskiego. Dowódca 35 pułku piechoty od 5 lutego 1938 i na jego czele brał udział w kampanii wrześniowej. Od 11 września dowódca grupy taktycznej swojego imienia. Dostał się do niewoli niemieckiej 21 września roku i pozostawał w niej do końca wojny, ostatnio w Oflagu VII A Murnau.
Po wyzwoleniu wyjechał do Włoch i został przyjęty do 2 Korpusu Polskiego, w którym służył w sztabie. Po demobilizacji pozostał na emigracji, a 12 maja 1956 powrócił do Polski. Osiadł we Wrocławiu, gdzie jako urzędnik w przedsiębiorstwach państwowych pracował do emerytury. W latach 70. stał się przedmiotem zainteresowania SB w związku z próbą umieszczenia w Bielsku Podlaskim tablicy upamiętniającej 35 pp. Zmarł 29 stycznia 1986 we Wrocławiu.
W 1989 na łamach Wojskowego Przeglądu Historycznego został opublikowany artykuł autorstwa pułkownika dyplomowanego Jana Maliszewskiego zatytułowany „35 pp w obronie Pomorza we wrześniu 1939 r.”.
Zmarł we Wrocławiu. Został pochowany 3 lutego 1986 na Cmentarzu Grabiszyńskim (pole 12, grób 449, rząd 23 (5 od p.19)).

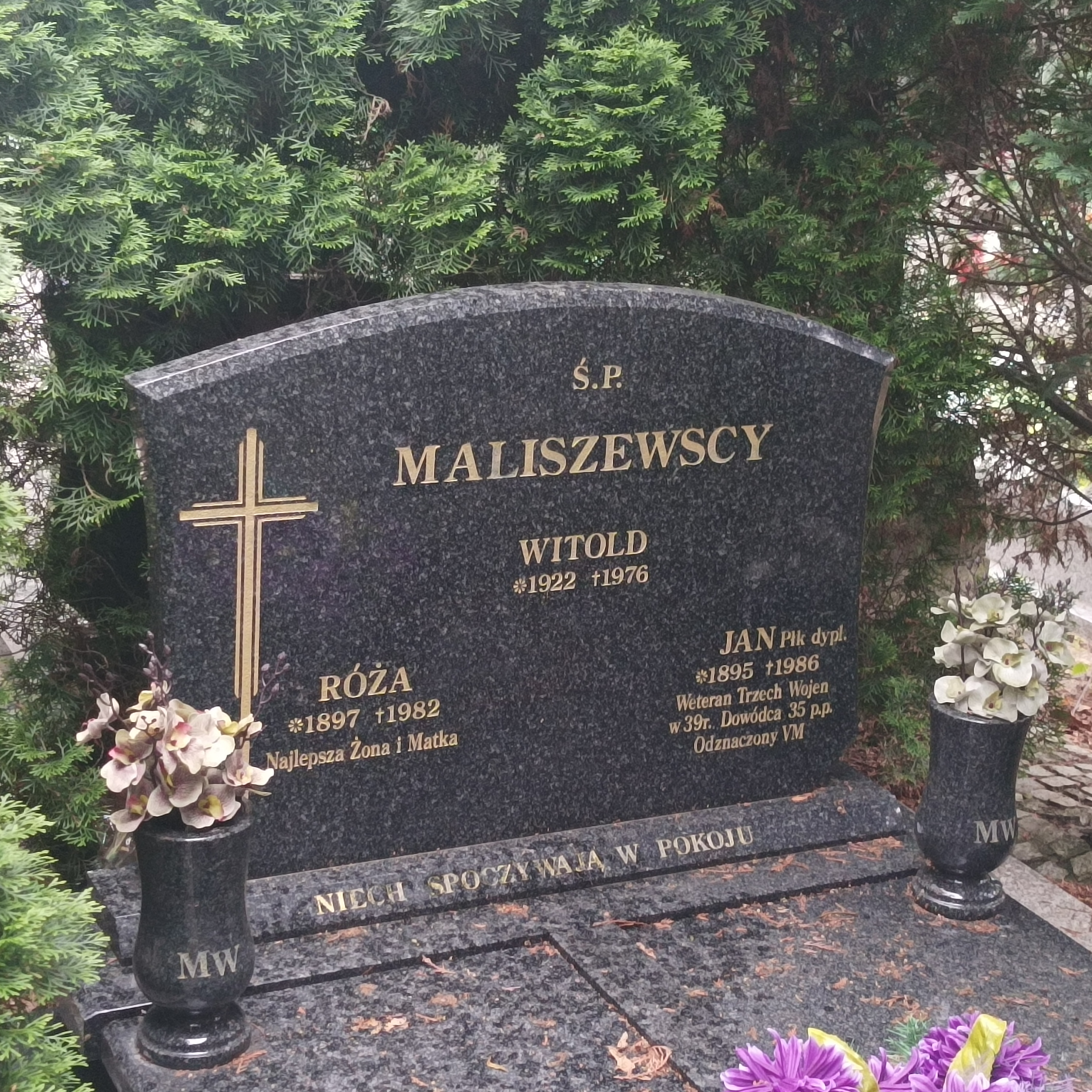
Grób płka Jana Maliszewskiego na Cmentarzu Grabiszyńskim

## Ordery i odznaczenia
- Krzyż Srebrny Orderu Virtuti Militari nr 11917[18]
- Krzyż Kawalerski Orderu Odrodzenia Polski (10 listopada 1938)[19]
- Krzyż Walecznych
- Medal Niepodległości (25 stycznia 1933)[20]
- Złoty Krzyż Zasługi (10 listopada 1928)[21]
- Odznaka Pamiątkowa Generalnego Inspektora Sił Zbrojnych (12 maja 1936)